# ثابت بن نصر
ثابت بن نصر الخزاعي (تُوفي 813/14) كان قائدًا عباسيًّا، وحاكم منطقة قيليقية (الثغور الشامية)، وهي منطقة حدودية مع الإمبراطورية البيزنطية في 808-813.

## الحياة
كان ثابت من مواليد خراسان، وحفيد مالك بن الهيثم الخزاعي، أحد أتباع العباسيين الأوائل والقائد العسكري المعروف. تم تعيينه حاكمًا للثغور السورية (التي تتألف أساسًا من قيليقية وعاصمتها طرسوس) في العام الأخير من حكم هارون الرشيد في 808/9. قام بتنظيم تبادل للأسرى مع البيزنطيين في بوداندوس عام 808، كما قاد أيضًا سلسلة من حملات الإغارة (الصويفية) ضدهم. لكن في إحدى الغارات، في آب 812، عانى من هزيمة ثقيلة على يد ليو الأرمني، حيث فقد 2000 رجل.
عام 810، مع اندلاع الحرب الأهلية بين الأمين وشقيقه المأمون، تمكن ثابت - مثل العديد من ولاة المدن وأعيانهم - من تولي السيطرة المستقلة تقريبًا على مقاطعته. مات أو قُتل بعد فترة وجيزة من انتصار المأمون النهائي عام 813، وفقًا لبعض الروايات، فقد سممه ابن عمه نصر بن حمزة بن مالك.